# 日本デザイン・ソサエティ
日本デザイン・ソサエティ（にほんデザインソサエティ、JAPAN DESIGN SOCIETY）は、1つの分野に捕らわれず、あらゆる分野のデザイナーやクリエーターが交流、研鑽し、地域･社会貢献をめざす、デザイン業界団体。略称はJD（ジェイディー）。
会員はデザイナーから職人まで、あらゆる分野のデザインやその他、創作的な活動に直接、間接に関わっている個人、またはデザインなどに興味を持つ個人が参加。

## 会の概要
- 設立：1993年10月2日
- 会員数：88名（2007年3月現在）

会員構成
- プロダクト・インテリア・グラフィック・クラフト等、各分野のデザイナー
- デザインの教育・行政関係者
- アーキテクト
- マーケティングプランナー
- フォトグラファー

事務局
- 〒559-0034　大阪市住之江区南港北2-1-10　ATCビルITM棟10F A-1 （財）大阪デザインセンター[2]内